# 杜格拉特
杜格拉特又译作禿豁剌惕或朵豁剌惕，是察合台汗國的一個大氏族，有大塊封地在楚河與喀什、阿克蘇、拜城。

## 历史
據拉施德丁的《史集》，杜格拉特部是由成吉思汗的祖先敦必乃的第八個兒子不勒札兒分支出來的。另一方面，有人指他們是西突厥十姓中的咄陸部。現在的杜格拉特其實溶入咄陸的突厥化蒙古人。他们始祖烏爾秃布被成吉思汗授予九種特权。
起初只是分配給察合台的氏族之一，14世纪中期，杜格拉特氏族由吐利克、播鲁只和哈馬儿丁三兄弟领导；他们是该地的真正君主。因為察合台汗國分裂，西汗國的可汗成為了傀儡，受突厥人控制。因為不滿加茲罕任意廢立可汗。東汗國的貴族也尋找成吉思汗後人對抗。他們在阿克蘇找到禿忽魯帖木兒。後來吐利克成為宮廷侍長。他们声称始祖乌尔秃布在成吉思汗时代己著名。和田、喀什噶尔、阿克苏、叶尔羌也是势力地区。
在禿忽魯帖木兒時代，欲擺脫杜格拉特部控制，把此位交給播魯只年僅七歲的忽歹達，而不是交給哈馬兒丁。哈馬兒丁大為不滿。在禿忽魯帖木兒的兒子也里牙思火者死後，他公開叛亂，一天殺死先可汗的十八個兒子，只剩下黑的兒火者在帕米尔高原。他自僭汗號，引起帖木兒干涉，多次入侵蒙兀兒斯坦。海達爾說這氏族是察合台家族的女婿。
後來忽歹達復立黑的兒火者為汗，授予忽歹達十種特權，最重要的是汗的詔書，同時有忽歹達的印璽以及汗的一名侍衛是杜格拉特人。這種特權一直維持至葉爾羌汗國時代，這是最有權力的時期。到葉爾羌汗國時代，賽德蘇丹開始提高汗權。阿不都·拉失德（1533－1565年）继承父位後，新汗很快就与强大的杜格拉特家族发生争吵，并处死了一位首领、历史学家米尔咱·马黑麻·海答儿的叔叔赛亦德·马黑麻·米儿咱。海答儿本人曾忠实地为赛德汗服务过，为他征服了拉达克，由于害怕遭到与叔叔同样的命运，他动身去印度，在那里于1541年成为克什米尔地区的统治者。
杜格拉特一族在新疆很有影響力，杜格拉特部融入多個種族，哈薩克有杜拉特部(dolat)，新疆的刀朗人據說源自杜格拉特人。新疆大歷史家穆罕默德·海达尔二世（即米儿咱·马黑麻·海答尔）撰写的《拉失德史》，亦是杜格拉特人。現在的杜拉特人分布在南哈薩克斯坦州南部與阿拉木圖市。準噶爾中有此部落(多果鲁特)，人數是札剌亦兒三倍，阿勒班五倍，是最大帳的強大部族，有250000人。有人說老大保加利亞汗國的祖先咄陸也與他們有關(他們只在哈薩克大玉茲，其他突厥完全找不到他們)。
哈薩克斯坦曾经发行过杜格拉特名人米尔咱·马黑麻·海答儿的邮票〔参见：米尔咱·马黑麻·海答儿〕。

## 資料來源
- 葉爾羌汗國史綱
- 草原帝國：察合台家族統治下的突厥斯坦 察合台王室的末代後裔
- http://www.kashi.gov.cn/Infomation/History/200705/2579.htm%5B%5D